# Коперниций
| 112         | Коперниций |
| Cn(285)     |            |
| 5f146d107s2 |            |

Копе́рниций (лат. Copernicium, Cn; ранее использовались названия уну́нбий (лат. Ununbium, Uub), копе́рникий и эка-ртуть) — 112-й химический элемент. Ядро наиболее стабильного из его известных изотопов, 285Cn, состоит из 112 протонов, 173 нейтронов и имеет период полураспада около 30 секунд, атомная масса этого нуклида равна 285,177(4) а. е. м.. Относится к той же химической группе, что и цинк, кадмий и ртуть.

## История
Впервые о возможном синтезе 112-го элемента заявил А. Маринов в 1971 году. Группа под руководством Маринова облучала вольфрам протонами с энергией 24 ГэВ. Предполагалось, что атом вольфрама, столкнувшись с высокоэнергетичным протоном, приобретает достаточную энергию для слияния с другим атомом вольфрама. В результате они обнаружили цепочки α-распадов, предположительно исходящие от 112-го элемента. Однако последующие исследования показали, что подобная интерпретация результатов была ошибочной.
Коперниций впервые синтезирован 9 февраля 1996 года в Институте тяжёлых ионов (нем. Gesellschaft für Schwerionenforschung, GSI) в Дармштадте, Германия С. Хофманном (S. Hofmann), В. Ниновым (V. Ninov), Ф. П. Хессбергером (F. P. Hessberger), П. Армбрустером (P. Armbruster), Х. Фолгером (H. Folger), Г. Мюнценбергом (G. Münzenberg) и другими. Два ядра 277Cn были получены путём реакций ускоренных атомных ядер цинка-70 на мишени из свинца-208 в ускорителе тяжёлых ионов.
Более тяжёлые изотопы коперниция были получены позднее (в 2000 и 2004 годах) в Объединённом институте ядерных исследований (Дубна, Россия) в качестве продуктов распада изотопов флеровия.
В 2006 году в том же Объединённом институте ядерных исследований синтез изотопов элемента был подтверждён его химическим идентифицированием по конечному продукту распада. Мишень из плутония-242 облучалась ионами кальция-48. В реакции образовывался изотоп элемента 114 (287Fl) и проникал в камеру со смесью гелия и аргона при атмосферном давлении. После альфа-распада примерно через полсекунды 287Fl превращался в изотоп элемента 112 (283Cn), который газовой струёй переносился в криогенную камеру с золотыми детекторами. На детекторах были зарегистрированы распады ядер элемента 112.
Открытие 112-го элемента было признано в мае 2009 года Международным союзом теоретической и прикладной химии, после этого был начат процесс утверждения его названия.

## Известные изотопы
| Изотоп | Масса | Период полураспада | Тип распада                                        |
| ------ | ----- | ------------------ | -------------------------------------------------- |
| 282Cn  | 282   | 0,50+0,33 −0,1 мс  | спонтанное деление                                 |
| 283Cn  | 283   | 4,0+1,3 −0,7 с     | α-распад в 279Ds (90 %), спонтанное деление (10 %) |
| 284Cn  | 284   | 101+41 −22 мс      | спонтанное деление (98 %), α-распад в 280Ds (2 %)  |
| 285Cn  | 285   | 30+30 −10 с        | α-распад в 281Ds                                   |

## Происхождение названия
Учёные GSI предложили для 112-го элемента название Copernicium (Cn) в честь Николая Коперника. 19 февраля 2010 года, в день рождения Коперника, ИЮПАК официально утвердил название элемента. В средствах массовой информации в качестве русского названия элемента используется как название «коперниций», так и «коперникий». Общепризнанного и (или) официально утверждённого русского названия этого элемента на конец февраля 2010 года нет.
Споры развернулись вокруг символа элемента. Первоначально предложенный первооткрывателями символ Cp был признан неподходящим по двум причинам:
- в органической химии этим символом обозначают радикал циклопентадиенил;
- в Германии лютеций долгое время называли кассиопий и обозначали его символом Cp.

Ранее для него предлагались названия штрассманий St, венусий Vs, фриший Fs, гейзенбергий Hb, а также лаврентий Lv, виксхаузий Wi, гельмгольций Hh.

## Химические свойства
Как гомолог ртути, коперниций способен адсорбироваться на поверхности золота, а также присоединяться к поверхности селена, образуя селенид (CnSe).